# Selenocosmia arndsti
Selenocosmia arndsti is een spinnensoort in de taxonomische indeling van de vogelspinnen (Theraphosidae).
Het dier behoort tot het geslacht Selenocosmia. De wetenschappelijke naam van de soort werd voor het eerst geldig gepubliceerd in 1991 door Joachim Schmidt & von Wirth.